# Hermann Daubenspeck
Hermann Daubenspeck (* 24. Juni 1831 in Neuruppin; † 12. August 1915 in Leipzig) war ein deutscher Richter am Reichsgericht. Er begründete ein Standardwerk für den Vorbereitungsdienst im Zivilprozessrecht.

## Leben
Als Sohn eines Justizkommissars und späteren Rechtsanwalts wuchs Daubenspeck in Havelberg auf. Er besuchte das Alte Gymnasium Neuruppin. Nach dem Abitur studierte er ab dem Wintersemester 1850/51 Rechtswissenschaft an der Friedrichs-Universität Halle, wo er Mitglied des Corps Borussia Halle wurde. Als Inaktiver wechselte er zum Sommersemester 1852 an die Friedrich-Wilhelms-Universität Berlin. Dort bestand er am 11. Oktober 1853 das Auskultator- und am 26. Februar 1859 das Referendarexamen. Nachdem er am 28. April 1859 die Assessorprüfung am Kammergericht bestanden hatte, schlug er am 26. Juni 1859 als Gerichtsassessor die preußische Richterlaufbahn ein.

### Richter
Er wurde Kreisrichter am 1. Juli 1863 im heimatlichen Kyritz und am 1. Januar 1870 in Brandenburg an der Havel, wo er am 1. Juli 1873 zum Kreisgerichtsrat ernannt wurde. Am 1. Oktober 1877 wurde er Appellationsgerichtsrat, 1879 Oberlandesgerichtsrat am Oberlandesgericht Hamm. Dort veröffentlichte er mehrere bedeutende Arbeiten zum Bergrecht. Er widmete sich besonders dem juristischen Vorbereitungsdienst und begründete 1884 das Standardwerk für die deutsche Juristenausbildung im Zivilprozessrecht mit dem Schwerpunkt Relationstechnik. Nach den Erfahrungen seiner weiteren richterlichen Tätigkeit ergänzte und verbesserte er diese Arbeit laufend. Am 1. Januar 1887 wurde er zum Reichsgerichtsrat ernannt. Bis zur Pensionierung am 1. Januar 1899 gehörte er dem V. Zivilsenat des Reichsgerichts an. Anlässlich seiner Verabschiedung erhielt Daubenspeck den Roten Adlerorden II. Klasse mit Eichenlaub. In Leipzig pflegte er von Anfang an regen Kontakt zu seinem Kartellcorps Lusatia, das ihm beim 100. Stiftungsfest die Corpsschleife verlieh. Daubenspreck war verheiratet und hatte drei Kinder. Sein Sohn Friedrich wurde im Dreikaiserjahr ebenfalls Hallenser Preuße.

### Preußische Armee
Als Einjährig-Freiwilliger im 4. Jäger-Bataillon in Sangerhausen wurde er am 10. Juli 1854 zum Leutnant befördert. Bis 1868 gehörte er dem 4. Brandenburgischen Landwehr-Infanterie-Regiment Nr. 24 an. Für die Dauer des Deutsch-Französischen Krieges wurde er als Adjutant im Landwehr-Bezirkskommando Brandenburg reaktiviert und mit der Kriegsdenkmünze ausgezeichnet.

## Schriften
- Die Haftpflicht des Bergwerksbesitzers aus der Beschädigung des Grundeigentums nach preußischem Recht. Berlin 1882.
- Die Schiedsgerichte für Regulierung der Bergschäden. Ein Beitrag zur Lehre vom Schiedsvertrage. Berlin 1883.
- Referat, Votum und Urteil. Eine Anleitung für praktische Juristen im Vorbereitungsdienst. Berlin 1884, 11. Aufl. 1911, mittlerweile fortgeführt von Schuschke/Kessen/Höltje als Zivilrechtliche Arbeitstechnik im Assessorexamen, 35. Aufl., München 2013.
- Der juristische Vorbereitungsdienst in Preußen. Berlin 1900.